# 閔善洪
閔善洪（韓語：민선홍，2000年5月28日—），韓國男演員。

## 影視作品

### 劇集
| 年份 | 播放平台 | 劇名         | 角色   | 備註 |
| 2023 | KBS2     | 《綠洲》     | 學生   |      |
| 2024 | KBS2     | 《幻像戀歌》 | 黃家倫 | 配角 |
| 2026 | TV朝鮮   | 《Dr.申》    | [ 3 ]  | 主演 |

## 外部連結
- 官方网站
- 閔善洪的Instagram帳戶
- 閔善洪在NAVER上的资料
- 閔善洪在Daum上的资料